# OFK 티토그라드
OFK 티토그라드(세르비아어: ОФК Титоград)는 몬테네그로 포드고리차를 연고지로 하는 축구 클럽이다. 1952년에 창단되었다.

## 역사
1952년 티토그라드(포드고리차의 당시 이름)를 연고로 하여 'FK 믈라도스트'라는 이름으로 창단되었다. 1960년엔 'OFK 티토그라드'라는 이름으로 팀명을 변경하였고 1992년 다시 'FK 믈라도스트'로 변경하였다가 2018년에 이름을 다시 'OFK 티토그라드'로 변경하였다.
유고슬라비아 시절엔 주로 2부 리그와 3부 리그 소속이었으며 2006년 몬테네그로가 독립한 이후 몬테네그로 1부 리그에 참가하기 시작하였다. 2007-08 시즌 12위로 1부 리그에서 강등당하였지만 2009-10 시즌 2부 리그에서 우승을 차지하여 다시 1부 리그로 복귀하였다.

## 선수 명단

### 현역
참고: FIFA 자격 규정에 따라 소속된 국가대표팀 국기를 표시합니다. 선수는 복수의 FIFA 비회원국 국적을 가지고 있을 수 있습니다.
| 번호 | 포지션 | 국적 | 이름            |
| ---- | ------ | ---- | --------------- |
| 30   | MF     |      | 마사토 시모카와 |

| 번호 | 포지션 | 국적     | 이름          |
| ---- | ------ | -------- | ------------- |
| 77   | DF     | 세르비아 | 이고르 바시치 |

## 같이 보기
- 몬테네그로 1부 리그
- 포드고리차